# Victorin (usurpateur)
Pour les articles homonymes, voir Victorin.
Victorin ou Marcus Piavonius Victorinus était un officier militaire romain, devenu un temps empereur des Gaules lors des quelques années de séparation de la Gaule d'avec l'Empire de 260 à 274.

## Biographie
Il fut un des personnages les plus importants de l'entourage de Postume, qui le nomma tribun des gardes prétoriens avec résidence à Trèves. En 268 il fut consul avec Postume en récompense de sa fidélité, et peut-être nommé préfet du prétoire.
Après l'assassinat de Postume par ses propres troupes alors qu'il luttait contre l'usurpateur Lélien à Mayence et le court règne de Marius, il fut porté vers août 269 par l'armée à la tête d'un empire des Gaules que délaissa l'Espagne pour reconnaître Claude II le Gothique. Les dissensions croissaient, et Victorin assiégea Autun (Augustodunum Haeduorum) qui s'était ralliée à Claude II. La ville fut prise après un siège de plusieurs mois et pillée par les Bataves de son armée au printemps 270.
Victorin fut tué au printemps ou à l'été 271, par ses troupes ou par un de ses officiers, et Tetricus Ier lui succéda. Aurelius Victor attribue le complot à un agent du service d'intendance, dont Victorin, qu'il dépeint comme un débauché, aurait violé l'épouse.
L'existence de deux personnages liés à Victorin est mise en doute par André Chastagnol : celle de son fils, dit Victorin le Jeune, a certainement été inventée par l'Histoire auguste pour augmenter le nombre de tyrans contre Gallien suivant l'exemple (avéré celui-là) de Tetricus II ; et celle de sa mère Victorine a peut-être été interpolée par Aurelius Victor et l'Histoire Auguste d'après les monnaies de Victorin mentionnant la Victoria.

## Monnayage
Victorin a fait frapper une série d'aurei au thème original, donnant le nom de chacun des légions qu'il commandait :
- Legio Prima Minervia, Legio II Augusta, Legio Secunda Traiana, Legio III Gallica, Legio III Parthica, Legio IV Flavia, Legio V Macedonica, Legio X Fretensis, Legio X Gemina, Legio XIII Gemina, Legio XX Valeria Victrix, XXII, XXX Ulpia Victrix